# مارون بوش
مارون بوش (انگلیسی: Marnon Busch؛ زادهٔ ۸ دسامبر ۱۹۹۴) بازیکن فوتبال اهل آلمان است.
از باشگاه‌هایی که در آن بازی کرده‌است می‌توان به باشگاه فوتبال مونیخ ۱۸۶۰، باشگاه ورزشی وردر برمن، و باشگاه فوتبال هایدنهایم اشاره کرد.
وی همچنین در تیم ملی فوتبال جوانان آلمان بازی کرده‌است.